# Elmar Tophoven
 (septembre 2023).
La mise en forme du texte ne suit pas les recommandations de Wikipédia : il faut le « wikifier ».
Les points d'amélioration suivants sont les cas les plus fréquents. Le détail des points à revoir est peut-être précisé sur la page de discussion.
- Les titres sont pré-formatés par le logiciel. Ils ne sont ni en capitales, ni en gras.
- Le texte ne doit pas être écrit en capitales (les noms de famille non plus), ni en gras, ni en italique, ni en « petit »…
- Le gras n'est utilisé que pour surligner le titre de l'article dans l'introduction, une seule fois.
- L'italique est rarement utilisé : mots en langue étrangère, titres d'œuvres, noms de bateaux, etc.
- Les citations ne sont pas en italique mais en corps de texte normal. Elles sont entourées par des guillemets français : « et ».
- Les listes à puces sont à éviter, des paragraphes rédigés étant largement préférés. Les tableaux sont à réserver à la présentation de données structurées (résultats, etc.).
- Les appels de note de bas de page (petits chiffres en exposant, introduits par l'outil «  Source ») sont à placer entre la fin de phrase et le point final[comme ça].
- Les liens internes (vers d'autres articles de Wikipédia) sont à choisir avec parcimonie. Créez des liens vers des articles approfondissant le sujet. Les termes génériques sans rapport avec le sujet sont à éviter, ainsi que les répétitions de liens vers un même terme.
- Les liens externes sont à placer uniquement dans une section « Liens externes », à la fin de l'article. Ces liens sont à choisir avec parcimonie suivant les règles définies. Si un lien sert de source à l'article, son insertion dans le texte est à faire par les notes de bas de page.
- La présentation des références doit suivre les conventions bibliographiques. Il est recommandé d'utiliser les modèles {{Ouvrage}}, {{Chapitre}}, {{Article}}, {{Lien web}} et/ou {{Bibliographie}}. Le mode d'édition visuel peut mettre en forme automatiquement les références.
- Insérer une infobox (cadre d'informations à droite) n'est pas obligatoire pour parachever la mise en page.

Pour une aide détaillée, merci de consulter Aide:Wikification.
Si vous pensez que ces points ont été résolus, vous pouvez retirer ce bandeau et améliorer la mise en forme d'un autre article.
Elmar Tophoven, né le 6 mars 1923 à Straelen et mort le 23 avril 1989, est un traducteur allemand.

## Biographie
Elmar Tophoven est le fils d'un médecin. Après avoir obtenu son diplôme en 1940, il participe comme soldat à la Seconde Guerre mondiale, au cours de laquelle il est fait prisonnier par les Américains. Après la fin de la guerre, Elmar Tophoven étudie le théâtre et continue les études romanes à l'Université de Mayence. En 1949, il se rend à Paris, où il travaille comme professeur d'allemand à la Sorbonne jusqu'en 1952. Après avoir commencé à traduire des textes littéraires à partir du français et avoir été en contact étroit avec Samuel Beckett, Elmar Tophoven vit comme traducteur indépendant à Paris,. De 1970 à 1988, il enseigne l'allemand à l'École Normale Supérieure. Il défend également les intérêts des traducteurs : la création du « Collège européen des traducteurs » à Straelen est en grande partie due à son initiative.
Elmar Tophoven traduit, en partie avec son épouse Erika Tophoven, une grande partie de l'œuvre de Samuel Beckett, ainsi que des œuvres d'Alain Robbe-Grillet, Nathalie Sarraute et Claude Simon, entre autres, en allemand. En 1972, il reçoit le prix Johann Heinrich Voß de l'Académie allemande de langue et de poésie de Darmstadt. Il est membre de cette académie depuis 1977. En 1988, il reçoit l'Ordre du mérite du Land de Rhénanie du Nord-Westphalie. 
Depuis juillet 2019, le domaine d'Elmar Tophoven, sa maison au Sûdwall 7 à Straelen, est mis à la disposition des chercheurs, en tant qu'archive privée, par sa veuve Erika Tophoven.
Le 12 décembre 2020, la chercheuse franco-allemande Solange Arber soutient une thèse sur le thème : « Elmar Tophoven et la traduction transparente ». 

## Distinctions
- Fonds pour les traducteurs allemands : Fonds de mobilité Elmar Tophoven. Pour des séjours de travail et de recherche en lien avec des projets de traduction français-allemand, ainsi que pour des recherches sur le patrimoine des traducteurs, en collaboration avec la Fondation DVA.
- Récipiendaire du Prix lémanique de la traduction

## Traductions
- Erika Tophoven : Des années heureuses . La vie du traducteur à Paris. Conversations avec Marion Gees . Matthes & Seitz, Berlin 2011,  (ISBN 978-3-88221-571-7) .
- Nicole Colin, Corine Defrance, Ulrich Pfeil, Joachim Runde éd. : Lexique des relations culturelles germano-françaises après 1945. Gunter Narr, Tübingen 2012, p. 455f. : Elmar Tophoven, de Jürgen Ritte (consultable dans Google Books )
- Sigrid Kupsch-Losereit : Le concept de traduction transparente d'Elmar Tophoven, dans The COMMENT traduire. Contributions à la recherche en traduction historique. Série : TRANSÜD. Travail sur la théorie et la pratique de la traduction et de l'interprétation. Éd. Aleksey Tashinskiy, Yulia Boguna. Frank & Timme, Berlin 2019, p. 113-126
- Arber Solange : « Les mots autour du silence : Elmar Tophoven traduisant Nathalie Sarraute », Carnets. Revue électronique d'études françaises de l'APEF, Deuxième série-14, 2018. http://journals.openedition.org/carnets/8765
- Arber Solange : « Fonds Elmar Tophoven ». Manuscrits de traduction, 2021 . https://gdt.hypotheses.org/3375
- (de) Claus Sprick, « Tophoven, Elmar », dans Neue Deutsche Biographie (NDB), vol. 26, Berlin, Duncker & Humblot, pas encore publié, p. 347 (noch nicht online verfügbar).